# Zieleniewo (Kołobrzeg)
Zieleniewo (deutsch Sellnow) ist ein Ort in der Woiwodschaft Westpommern in Polen. Er liegt in der Gmina Kołobrzeg (Landgemeinde Kolberg) im Powiat Kołobrzeski (Kolberger Kreis).

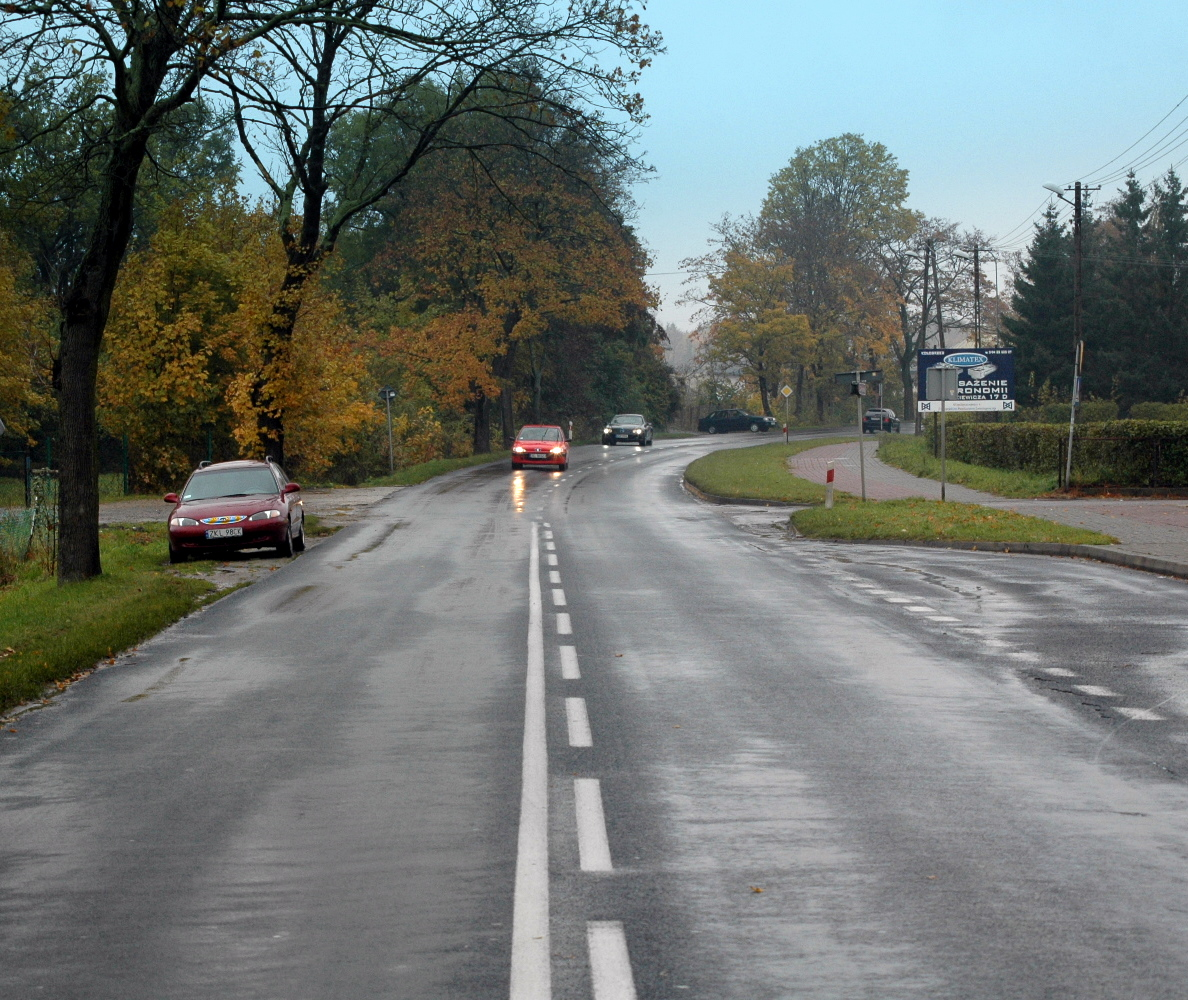
Ortsdurchfahrt der Woiwodschaftsstraße 102 (Aufnahme von 2009)

## Geographische Lage
Der Ort liegt in Hinterpommern am südlichen Stadtrand von Kolberg. Die Ostseeküste liegt etwa 4 Kilometer entfernt.
Durch den Ort führt von Nord nach Süd die Woiwodschaftsstraße 102, deren Verlauf hier der ehemaligen Reichsstraße 161 entspricht.

## Geschichte
Das Dorf wurde im 13. Jahrhundert von einem Ritter Borko, wohl aus dem pommerschen Adelsgeschlecht Borcke, an die Stadt Kolberg verkauft. Überliefert sind eine dies bestätigende Urkunde des Camminer Bischofs Hermann von Gleichen aus dem Jahre 1286 und eine weitere Bestätigung seines Nachfolgers, Bischof Jaromar, aus dem Jahre 1290. Der Ortsname wurde damals „Selenowe“ geschrieben.
Sellnow blieb in den folgenden Jahrhunderten ein Stadteigentumsdorf der Stadt Kolberg. Zeitweise besaßen einzelne Kolberger Bürger Renten und Pachteinnahmen aus Sellnow. Das Spital in Kolberg erhielt jährlich 190 Hühner; die Lieferungen wurden nach der Reformation zunächst eingestellt, aber 1552 wieder aufgenommen. Auf der Großen Lubinschen Karte des Herzogtums Pommern von 1618 ist der Ort als „Silnow“ eingetragen.
Durch seine Nähe zu Kolberg und als Stadteigentumsdorf wurde Sellnow bei den Belagerungen der Stadt Kolberg jeweils schwer beeinträchtigt. Im Dreißigjährigen Krieg wurde Sellnow durch die Kaiserlichen geplündert und schließlich 1630 abgebrannt. Aus der Zeit um 1700 sind die sechs Vollbauern und vier Halbbauern namentlich überliefert, ebenso wie der Generalpächter und die Verwalter des Vorwerks.
Im Siebenjährigen Krieg wurde Sellnow verwüstet. Nach Kriegsende wurde Sellnow um 1765 in der Form eines Straßendorfes völlig neu angelegt. Es erhielt 14 Bauernhöfe, von denen 4 mit Bauern, die den Krieg überlebt hatten, besetzt wurden, und 10 mit Bauern aus dem Königreich Polen, und zwar deutschen evangelischen Glaubensflüchtlingen aus Pempersin. Das Vorwerk wurde nicht wieder eingerichtet. In Ludwig Wilhelm Brüggemanns Ausführlicher Beschreibung des gegenwärtigen Zustandes des Königlich Preußischen Herzogtums Vor- und Hinterpommern (1784) ist Sellnow unter den Kolberger Stadteigentumsdörfern aufgeführt: Es hatte damals „14 Bauernhöfe, 1 Büdner, 1 Schmied, 20 Feuerstellen“.
In der ersten Hälfte des 19. Jahrhunderts wurde die Separation durchgeführt. Nach der Separation wurden in der Feldmark von Sellnow westlich und südwestlich des Dorfes, dem sogenannten Sellnower Feld, mehrere Abbauten angelegt. Im Jahre 1846 wurden zwei Wohnplätze mit den Ortsnamen „Carlsberg“ (auch „Carlshof“) und „Plüddemannsches Etablissement“ bezeichnet; diese Ortsnamen wurden später nicht mehr verwendet. Um 1860 gab es in Sellnow 32 Wohnhäuser, ein Schulhaus, ein Armenhaus und 55 Wirtschaftsgebäude. Es wurden 72 Pferde, 260 Rinder, 451 zum Teil veredelte Schafe und 22 Schweine gehalten.
Sellnow erhielt an der 1895 fertiggestellten Bahnstrecke Roman–Kolberg der Kolberger Kleinbahn (heute stillgelegt) eine eigene Bahnstation.
Bis 1945 gehörte die Landgemeinde Sellnow zum Landkreis Kolberg-Körlin in der preußischen Provinz Pommern. Zur Gemeinde gehörten keine weiteren Wohnplätze. Der östlich des Dorfes an den Bürgerwiesen gelegene Wohnplatz Hanchenberg lag zwar nach dem Messtischblatt im Gemeindegebiet von Sellnow, wurde aber als Wohnplatz der Stadt Kolberg geführt.
Gegen Ende des Zweiten Weltkriegs wurde Sellnow im März 1945 durch die Rote Armee eingenommen. Bei Manfred Vollack (1999) ist ein eindrücklicher Augenzeugenbericht aus diesen Tagen abgedruckt.
1945 kam Sellnow, wie ganz Hinterpommern, an Polen. Die Bevölkerung wurde vertrieben und durch Polen ersetzt. Der Ortsname wurde zu „Zieleniewo“ polonisiert. Heute gehört der Ort zur Gmina Kołobrzeg (Landgemeinde Kolberg). Er hat sich vom früheren Bauerndorf zu einem Vorort von Kolberg entwickelt.

## Entwicklung der Einwohnerzahlen
- 1816: 156[6]
- 1864: 354[6]
- 1871: 413[6]
- 1905: 533[6]
- 1919: 516[6]
- 1933: 496[6]
- 1939: 475[6]